# Cadeia vazia
Na Ciência da Computação e na Teoria das linguagens formais, a cadeia vazia é a única cadeia de comprimento zero. Ela é representada pelo símbolo {\displaystyle \varepsilon } ou pelo símbolo {\displaystyle \lambda }.

## Propriedades
Na Teoria das linguagens formais, cadeias vazias possuem diversas propriedades.
- O comprimento da cadeia vazia é zero:

{\displaystyle |\varepsilon \,|=0}
- A cadeia vazia é o elemento neutro de um alfabeto {\displaystyle \Sigma } sob a operação de concatenação:

{\displaystyle \varepsilon \circ w=w\circ \varepsilon =w\qquad \forall w\in \Sigma }
- A cadeia inversa da cadeia vazia é a própria cadeia vazia:

{\displaystyle {\varepsilon \,}^{R}=\varepsilon \,}
- O Fecho de Kleene de qualquer conjunto contém a cadeia vazia (inclusive o conjunto vazio):

{\displaystyle \varepsilon \in A^{\star }}